# Валентін Барко
Валентін Барко (ісп. Valentín Barco, нар. 23 липня 2004, Буенос-Айрес, Аргентина) — аргентинський футболіст, фланговий захисник англійського клубу «Брайтон енд Гоув Альбіон» та національної збірної Аргентини.

## Ігрова кар'єра

### Клубна
Валентін Барко народився у Буенос-Айресі і з десятирічного віку займався футболом в академії столичного клубу «Бока Хуніорс». У віці 16 - ти років Барко підписав з клубом перший професійний контракт. А в липні 2021 року дебютував у першій команді клубу у турнірі чемпіонату Аргентини.
Того ж року у вересні футболіст продовжив дію контракту з клубом до 2023 року.
У січні 2024 року Барко перейшов до англійського клубу «Брайтон енд Гоув Альбіон», з яким підписав контракт до літа 2028 року. Першу у новій команді футболіст провів28 лютого 2024 року у кубковому матчі проти «Вулвергемптон Вондерерз».

### Збірна
У 2019 році у складі юнацької збірної Аргентини (U-15) Валентін Барко брав участь у юнацькому чемпіонаті Південної Америки.
У 2023 році у складі молодіжної збірної Аргентини Барко виступав на домашньому молодіжному чемпіонаті світу, де його команда вибула з турніру вже в 1/8 фіналу.
23 березня 2024 року у товариському матчі проти команди Сальвадору Валентін Барко дебютував у складі національної збірної Аргентини.